# Apalus robustus
Apalus robustus es una especie de coleóptero de la familia Meloidae.

## Distribución geográfica
Habita en Kenia.